# Хоу Іфань
Хоу Іфань (侯逸凡) (нар. 27 лютого 1994 року) — китайська шахістка, гросмейстерка (2009), чотириразова чемпіонка світу серед жінок (2010, 2011, 2013, 2016). Наймолодша чемпіонка Китаю з шахів.
Станом на березень 2020 року має рейтинг Ело  2658 (87-ме місце у світі та 9-те — в Китаї в загальному рейтингу, 1-ше місце у світі серед жінок).

## Кар'єра
Хоу Іфань почала грати в шахи у 6 років. Її прийняли до Національного шахового центру в Пекіні коли їй було 10 років. Тренерами Хоу були провідні на той час китайські гросмейстери Є Цзянчуань і Ю Шаотин.
Першими успіхами Хоу були: перше місце на чемпіонаті світу серед юніорів у секції дівчат до 10 років у 2003 році і третє місце в секції хлопчиків до 10 років у 2004 році.
Шахова громадськість вперше заговорила про Хоу після того, як вона посіла 4 місце на турнірі «Кубок стріл 2005», що проходив у Інані, Китай. У цьому турнірі вона перемогла міжнародного майстра Альміру Скрипченко і досягла турнірного рейтингу 2393.
2006 року Хоу довела, що попередні успіхи не були випадковістю, досягши третього кола чемпіонату світу з шахів серед жінок. Вона підтвердила свій талант на 37-мій шаховій олімпіаді набравши 11 очок у 13 партіях, зігравши всі партії на третій дошці, й продемонструвала турнірний рейтинг 2596. Того ж року вона зайняла друге місце у чемпіонаті світу серед дівчат.
У червні 2007 року вона виграла чемпіонат Китаю з шахів серед жінок в Чунціні. Там вона побила рекорд Цінь Каньїн, ставши наймолодшою чемпіонкою з рахунком 9/11. Вона також посіла п'яте місце в групі C шахового турніру Корус у Вейк-ан-Зеє.
Хоу закінчила турнір Корус у групі В 2008 року, посівши 7-10 місця і продемонструвавши турнірний рейтинг 2598. При цьому вона перемогла трьох гросмейстерів, зокрема Найджела Шорта. У лютому 2008 року, Хоу виконала свою першу гросмейстерську норму з турнірним рейтингом 2605 на турнірі Аерофлот Опен, закінчивши його на 31-му місці (4.5 очка з 9). У березні 2008 року вона виграла 1-й міжнародний шаховий турнір майстрів жінок «Ататюрк Істанбул» набравши 7 очок з 9-и. Її турнірний рейтинг на цьому турнірі склав 2674. Цей турнір був першим шаховим супер-турніром для жінок. У 2010 році виграла чемпіонат світу серед жінок, тим самим ставши наймолодшою чемпіонкою світу з шахів. 2011 року вдруге стає чемпіонкою світу.

### 2015
У січні 2015 року Хоу Іфань з результатом 5 очок з 13 можливих (+1-4=8) посіла 11 місце на турнірі ХХ категорії, що проходив у Вейк-ан-Зеє.
У лютому 2015 року розділила 3-11 місця (за додатковим показником — 3 місце) на турнірі Gibraltar Chess Festival 2015. Крім цього китаянка стала найкращою у жіночому заліку. Результат Хоу Іфань на турнірі — 7½ з 10 очок (+5-0=5), турнірний перфоманс склав — 2770 очок.
В оновленому рейтину ФІДЕ на березень 2015 року Хоу Іфань посіла 1 місце, випередивши Юдіт Полгар, яка починаючи з 1 січня 1989 року очолювала жіночий рейтинг протягом 26 років та 2 місяців.
У травні 2015 року набравши 6 очок з 9 можливих (+5-2=2) розділила 4-12 місця на опен-турнірі «Nakhchivan Open-2015», що проходив у Нахічевані.
У липні 2015 року з результатом 2½ очка з 7 можливих (+0-2=5) розділила останні 7-8 місця на турнірі ХІХ категорії «Sparkassen Chess Meeting», що проходив у Дортмунді.
У вересні 2015 року на кубку світу ФІДЕ поступилася у другому колі Шахріяру Мамед'ярову на тай-брейку з рахунком 1½ на 2½ очки.
У жовтні в Монте-Карло (Монако) Хоу Іфань стала переможницею першого етапу серії Гран-прі ФІДЕ. Набравши 9 очок з 11 можливих (+8-1=2) китаянка на 2 очки випередила чемпіонку світу українку Марію Музичук та індійську шахістку Гампі Конеру.
У грудні, набравши 5½ очок з 9 можливих (+3-1=5), посіла 38 місце (1 місце серед жінок) на опен-турнірі «Qatar Masters Open 2015».

### 2016

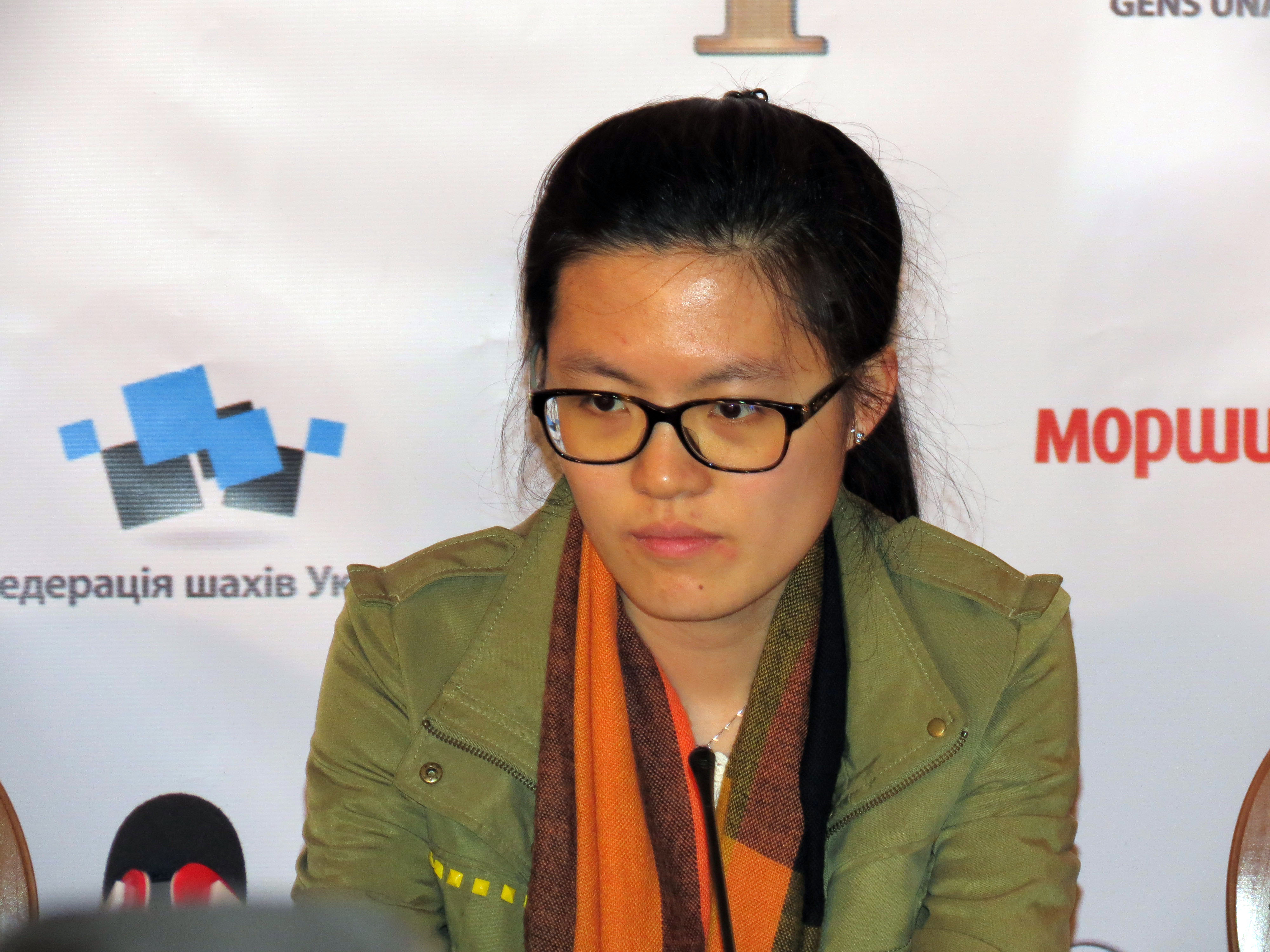
Хоу Іфань. Львів — березень 2016

У січні 2016 року з результатом 5 очок з 13 можливих (+1-4=8) посіла 12 місце на турнірі 20-ї категорії, що проходив у Вейк-ан-Зеє.
У березні 2016 року вчетверте стала чемпіонкою світу перемігши з рахунком 6-3 (+3-0=6) Марію Музичук у матчі за звання чемпіонки світу, що проходив у Львові.
У червні 2016 року посіла останнє 10 місце на турнірі XX категорії «Меморіал В.Гашимова», що проходив у Шамкірі (Азербайджан). Її турнірний результат 2½ очка з 9 можливих (+0=5-4).
У вересні 2016 року у складі збірної Китаю стала переможницею шахової олімпіади, що проходила в Баку. Крім того, набравши 5½ очок з 8 можливих (+4-1=3), Хоу Іфань посіла 2 місце серед шахісток, які виступали на 1-й шахівниці.
У листопаді 2016 року стала переможницею клубного чемпіонату Європи (Новий Сад) у складі команди з Монте-Карло «Cercle d'Echecs Monte-Carlo», за яку виступали також Анна Музичук, Марія Музичук, Піа Крамлінг, Ельміра Скрипченко. Зігравши 6 партій та здобувши в них 6 перемог, Хоу стала найкращою серед шахісток, що виступали на першій шахівниці..

### 2017
У лютому 2017 року, набравши 4 очки з 9 можливих (+0-1=8), Хоу Іфань розділила 13-14 місця на першому етапі серії Гран-Прі ФІДЕ 2017 року, що проходив в м. Шарджа.
У травні 2017 року з результатом 4½ з 9 очок (+3-2=4) розділила 3-9 місця на другому етапі серії Гран-Прі ФІДЕ 2017 року, що проходив у Москві.
У липні 2017 року розділила з Ернесто Інаркієвим передостанні 16-17 місця на третьому етапі серії Гран-Прі ФІДЕ 2017 року, що проходив у Женеві. Її результат 2½ очки з 9 можливих (+1-5=3). У загальному заліку серії Гран-прі ФІДЕ 2017 року Хоу Іфань, набравши 80,9 очок посіла 17-те місце.

### 2018
У січні 2018 року з результатом 2½ з 13 очок (+0-8=5) посіла останнє 14-те місце на турнірі 20-ї категорії, що проходив у Вейк-ан-Зеє..
З 31 березня по 9 квітня вона брала участь у 5-му шаховому турнірі Grenke Chess Classic. Вона посіла 8-9 місце з десяти з результатом 3½/9 (+0 -2 =7).

### 2019
У грудні вона виграла Чемпіонат світу з шахів серед жінок 2019 року з результатом 5/7 очок.

## Зміни рейтингу
| На цьому місці має відображатися графік чи діаграма, однак з технічних причин його відображення наразі вимкнено. Будь ласка, не видаляйте код, який викликає це повідомлення. Розробники вже працюють для того, щоби відновити штатне функціонування цього графіка або діаграми. | |
| | На цьому місці має відображатися графік чи діаграма, однак з технічних причин його відображення наразі вимкнено. Будь ласка, не видаляйте код, який викликає це повідомлення. Розробники вже працюють для того, щоби відновити штатне функціонування цього графіка або діаграми. |